# قرار مجلس الأمن التابع للأمم المتحدة رقم 1960
قرار مجلس الأمن التابع للأمم المتحدة رقم 1960، المتخذ بالإجماع في 16 ديسمبر 2010، بعد الإشارة إلى كل من القرارات 1325 (2000) و1612 (2005) و1674 (2006) و1820 (2008) و1882 (2009) و1888 (2009) و1889 (2009) و1894 (2009)، طلب المجلس أن تتاح له معلومات عن الأطراف المشتبه فيها في أنماط العنف الجنسي أثناء الصراع المسلح.
تم تأييد القرار من قبل 60 دولة و قد أثنت عليه هيومن رايتس ووتش حيث وصفته بأنه «خطوة هائلة نحو إنهاء هذه الممارسة الشنيعة»

## القرار

### أعمال
أدان المجلس الاستخدام الواسع والمنهجي للاعتداء الجنسي ضد السكان المدنيين في حالات الصراع المسلح، وأن اتخاذ الخطوات اللازمة لمكافحته سيساهم في صون السلام والأمن الدوليين، كما دعا إلى وضع حد لجميع أعمال العنف الجنسي وطُلب من الأمين العام إدراج معلومات عن الأطراف المشتبه في كونها مسؤولة عن أعمال الإغتصاب أو غيرها من أعمال العنف الجنسي والتي سيستخدمها المجلس للتعامل مع الأطراف أو اتخاذ إجراء ضدهم. و سيتم نشر قائمة بهذه الإطراف .
طلب القرار من أطراف النزاع المسلح تقديم تعهدات ضد استخدام العنف الجنسي والتحقيق في الأنتهاكات المزعومة وطلب من الأمين العام رصدها .كما أعلن المجلس عن عزمه تحديد معايير تتعلق بأعمال الاغتصاب وغيرها من أشكال العنف الجنسي عند مراجعة أو اعتماد العقوبات. وفي الوقت نفسه، صدرت تعليمات إلى الأمين العام لوضع ترتيبات من أجل  الرصد والتحليل والإبلاغ عن العنف الجنسي المرتبط بالنزاعات، مع ضمان الشفافية الكاملة.
و أشاد مجلس الأمن على عمل مستشاري الشؤون الجنسية وأعرب عن تطلعه إلى تعيين مستشارين في مجال حماية المرأة  في بعثات حفظ السلام، وشجع الدول على استخدام مواد التدريب القائمة على السيناريو المقدم من الأمين العام قبل نشر عمليات حفظ السلام، مع تعهد المجلس بإيلاء الاهتمام للعنف الجنسي مع تجديد التفويض والانتداب. كما طلب من الدول نشر أعداد أكبر من النساء في أفراد الشرطة والجيش في عمليات حفظ السلام.
وأخيرا، طُلب من الأمين العام تعزيز سياسة عدم التسامح إزاء الاستغلال والاعتداء الجنسي من قبل موظفي الأمم المتحدة، على أن تقدم تقارير منتظمة إلى المجلس عن التقدم المحرز في تنفيذ القرار الحالي